# Sericographis
Sericographis là chi thực vật có hoa trong họ Acanthaceae.